# Pete T. Cenarrusa

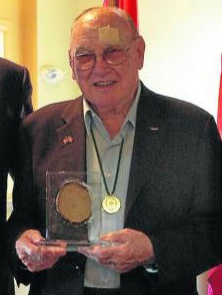
Pete Cenarrusa

Pete T. Cenarrusa (ur. 16 grudnia 1917, zm. 29 września 2013) – amerykański polityk republikański pochodzenia baskijskiego.

## Życiorys
Pete T. Cenarrusa urodził się 16 grudnia 1917 roku. Uczęszczał na uniwersytet w Moscow w Idaho. Podczas II wojny światowej był lotnikiem w Marine Corps. W 1950 roku został wybrany do Izby Reprezentantów w Idaho. Pracował na tym stanowisku przez 16 lat. W maju 1967 roku został mianowany sekretarzem stanu przez gubernatora Dona Samuelsona.